# 徐蘊華
徐蘊華（1884年—1962年），字小淑，號雙韻，清末南社女詩人，中國革命人士徐自華的妹妹，秋瑾的學生。

## 生平
她7歲時就能寫詩，與父輩等長輩以詩歌酬唱。她10歲時，在家裏接受私塾教育，後來受教於她姐姐徐自華，沒有完成整個私塾教育課程。清光緒二十九年(1903)，她到吳興南潯潯溪女學讀書。民國三十二年初春，秋瑾到女學任教，鼓勵她立志成女傑，參與革命活動，她後來加入了同盟會，成為革命人士。

## 著作
著有《雙韻軒詩稿》。